# Babai, o Grande
Babai, o Grande (em siríaco: ܒܵܒ݂ܲܝ ܪܵܒܵܐ; romaniz.: Bāḇay Rābbā; Nísibis, 551 ca. – Nísibis, 628) foi um dos primeiros pais da Igreja do Oriente. Estabeleceu vários dos pilares fundamentais da Igreja, reavivou o movimento monástico e formulou a sua cristologia de forma sistemática. Serviu como visitante monástico e coadjutor de Mar Aba como chefe não oficial da Igreja do Oriente (anteriormente chamada falsamente de "Igreja Nestoriana") depois do católico Gregório até 628, deixando um legado de forte disciplina e profunda ortodoxia religiosa. É reverenciado na moderna Igreja Assíria do Oriente.[carece de fontes?]